# وحدة الظل (كتائب القسام)
وحدة الظل هي إحدى وحدات كتائب عز الدين القسام وقد أُنشأت بهدفِ الاحتفاظ بالأسرى الإسرائيليين وإبعادهم عن عيونِ قادة تل أبيب وذلك لتحقيقِ أهداف القيادة العامة للقسام بمبادلتهم بالأسرى الفلسطينيين، وتُعدّ عمليّة جلعاد شاليط أشهر ما عُرفت به هذه الوحدة.

## خلفية
يحتل ملف الأسرى في سجون الاحتلال مكانة خاصة لدى كتائب القسام التي تعتبر تحريرهم "أولوية" بالنسبة لها، وتقول إن وحدة الظل "تأسست في الأصل لاعتبارات عملياتية في إطار مهمة كسر قيود الأسرى الفلسطينيين في سجون العدو"، وتؤكد أن عملها لن ينتهي إلا بعد "تبييض سجون الاحتلال من الأسرى".

## التأسيس
تأسَّست وحدة الظل عام 2006، فأصبحت واحدة من أهم الوحدات العاملة بكتائب القسام الذراع العسكرية لحركة المقاومة الإسلامية حماس. تُعدّ هذه الوحدة بمثابةِ وحدة مهام خاصّة حيثُ تعملُ على «تأمين» الأسرى الإسرائيليين الذين يتمّ أسرهم من قِبل الكتائب المتعددة ومن ثمّ يبدأُ دورها في إخفاء الأسرى عن جيش الاحتلال الإسرائيلي وعملائه في الموساد.
بحسب موقع حركة حماس يُختار أعضاء وحدة الظل من كافة الألوية والتشكيلات القتالية لكتائب القسام وفق معايير دقيقة، ويتمُّ إخضاعهم لاختبارات عديدة مباشرة وغير مباشرة. وكانت كتائب القسام قد كشفت عن هذه الوحدة في يناير 2016 حينما بثت فيديو يتضمّّنُ صورًا جديدة للجندي الإسرائيلي شاليط الذي ساهمت وحدة الظل في القبض عليه والاحتفاظ به.

## اختيار اعضاء الوحدة
آلية اختيار أعضاء وحدة الظل ومواصفاتهم تتم من كافة الألوية والتشكيلات القتالية لكتائب القسام وفق معايير دقيقة وصفتها بـ"ميزان من ذهب"، حيث يتم إخضاعهم لاختبارات عدة مباشرة وغير مباشرة، ويخضعون لتدريبات خاصة لرفع قدراتهم الأمنية والعسكرية. تتضمن هذه المعايير والمواصفاتː
- يتمتع بانتماء عميق للقضية الفلسطينية ومشروع المقاومة.
- رغبة عالية في التضحية والفداء.
- قدر عال من الذكاء وحسن التصرف في أوقات الأزمات والطوارئ.
- استشعار المخاطر بقدرة عالية
- شخصية تتمتع بالسرية والكتمان وقلة الكلام.
- يتمتع بقدرات أمنية وعسكرية.

## العمليات
لا يُعرف الكثير عن عمليات هذه الوحدة لطبيعتها السريّة، حيثُ أن الكشف الوحيد عنها قد تمّ مطلع العام 2016 حينما سمحَ القائد العام لكتائب القسام محمد الضيف (أبو خالد) بالكشف عن معلومات محدودة عن هذهِ الوحدة الأمنية التي تبيّن أنها كانت تقفُ وراء الاحتفاظ بالأسير جلعاد شاليط ومنعِ إسرائيل من الوصول له أو تحريره، وذلك بعدما احتجزته على مدار أكثر من 5 أعوام قبل أن يُفرج عنه بموجب صفقة «وفاء الأحرار» لتبادل الأسرى مقابل الإفراج عن 1050 أسيرًا من سجون الاحتلال في شهري تشرين الأول/أكتوبر وكانون الأول/ديسمبر من عام 2011.
أوكل لوحدة الظل مهمة احتجاز 4 أسرى إسرائيليين منذ عام 2014، بينهما جنديان أسرتهما كتائب القسام خلال الحرب الإسرائيلية الثالثة على غزة عام 2014، وتسميها المقاومة "معركة العصف المأكول"، إضافة إلى اثنين آخرين دخلا غزة في ظروف غامضة ووقعا في "قبضة القسام".
خلال عام 2023 في عملية طوفان الاقصى كان عمل وحدة الظل الاشراف على الاسرى الذين تجاوزت اعدادهم 200 اسير من النساء والجنود والرجال والاطفال والجنسيات الاخرى مثل العمال من الجنسية التايلندية لاخفائهم الى حين الهدنة الاولى، حيث اشرفت على عملية تسليمهم للصليب الاحمر الدولي

## التعامل مع الاسرى
يقوم مبدأ معاملة الأسرى في هذه الوحدة على "معاملة أسرى العدو بكرامة واحترام وفق أحكام الإسلام، وتوفير الرعاية التامة لهم، المادية والمعنوية، مع الأخذ بعين الاعتبار معاملة العدو للأسرى المجاهدين".